# Hera Barberini

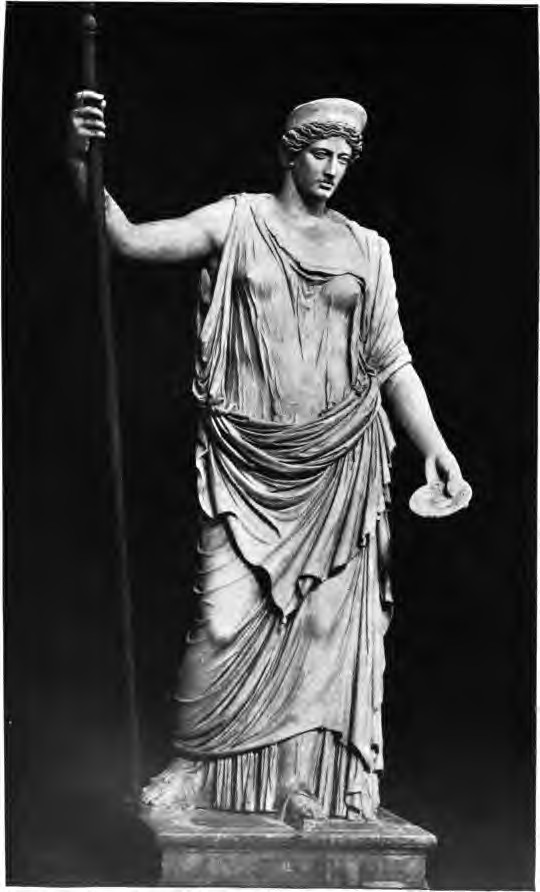
Hera Barberini.

Hera Barberini eller Juno Barberini är en antik romersk skulptur föreställande Juno, kopierad efter en äldre grekisk skulptur föreställande Hera. 
Statyn visar en stående kvinna bärande ett drottningdiadem iklädd peplos, vilande sin högra arm på en spira och hållande en patera eller offerskål i sin vänstra. Den bedöms föreställa Juno (Hera), men kan möjligen också föreställa Ceres (Demeter). Det är en romersk kopia efter ett tidigare grekiskt original, som att döma av de många kopiorna som finns var en berömd staty. Originalet utfördes möjligen av Alkamenes. 
Statyn upptäcktes av Leonardo Agostini under 1600-talet på Viminalen under klostret vid kyrkan San Lorenzo in Panisperna. På denna plats låg under antiken badanläggningen Olympias termer. Hera Barberini fick sitt namn eftersom den länge ägdes av kardinal Francesco Barberini.
Den förvaras nu i Museo Pio-Clementino i Vatikanmuseerna. 